# 紫花鹤顶兰
紫花鹤顶兰（学名：Phaius mishmensis），又名紫花鶴頂蘭，为兰科鹤顶兰属下的一个种，分布於琉球群島、中國西南至東南地區、臺灣、不丹、印度東北部、緬甸、泰國、寮國與越南。種小名 mishmensis 指模式產地印度密許米山。

## 扩展阅读
維基物種上的相關：紫花鹤顶兰